# John Chamberlain
John Chamberlain (16. dubna 1927 Rochester – 21. prosince 2011 New York) byl americký sochař. V letech 1943 až 1946 působil v námořnictvu. V letech 1951 až 1952 studoval na Institutu umění v Chicagu a v letech 1955 až 1956 na Black Mountain College. Následně se usadil a začal pracovat v New Yorku. Své sochy často vytvářel ze starých automobilů. Svou první velkou sólovou výstavu měl v New Yorku v roce 1960. Jeho díla se nachází například ve sbírkách pařížského Centra Pompidou, mnichovského Muzea Brandhorstových či newyorského Guggenheimova muzea. V letech 1977 až 1986 byla jeho manželkou Lorraine Belcher. V roce 2000 si vybudoval studio na ostrově Shelter Island. Zemřel roku 2011 ve věku 84 let.